# Правый Гарьен
Правый Гарьен — упразднённая деревня в Тулунском районе Иркутской области. Входила в состав Икейского сельского поселения. Исключена из учётных данных в 1998 году.

## География
Находилась на правом берегу реки Правый Гарьен (приток Гарьен), в 7 км к северо-западу от села Икей.

## История
Деревня основана в 1903 году как переселенческий участок на 96 домохозяйств. К 1906 году заселение еще не началось.
По данным на 1926 год посёлок Правый Гарьен состоял из 56 хозяйств. В административном отношении входил в состав Нижне-Бурбукского сельсовета Тулунского района Тулунского округа Сибирского края.
Деревня опустела в 1960-е годы. Жители переселены в основном в село Икей.
Постановлением губернатора Иркутской области от 21 сентября 1998 года № 574-п деревня исключена из учётных данных.

## Население
По данным переписи 1926 года в поселке проживало 292 человека (128 мужчин и 164 женщины), основное население — белоруссы.